# Linga (Muckle Roe)

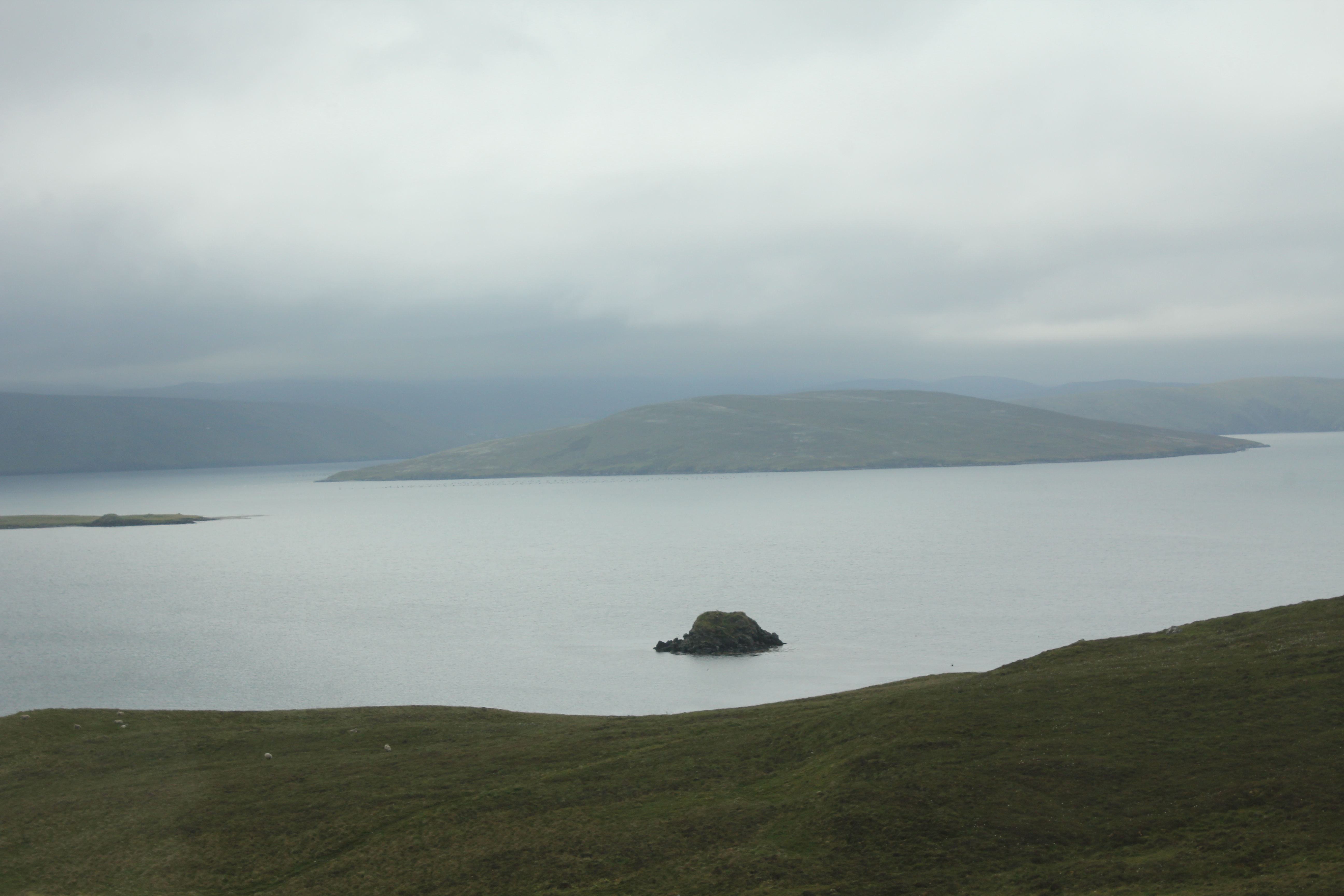
Linga aus der Ferne

Linga ist eine kleine Insel, die im Nordwesten der zu Schottland zählenden Shetlands liegt.

## Geographie
Linga hat eine kreisrunde Form und ist unbewohnt. Es liegt zwischen den Buchten Olna Firth, Gon Firth und Busta Voe, etwa einen Kilometer westlich ist das deutlich größere Muckle Roe. Eine weitere Insel in der Nähe ist Papa Little im Südwesten. Gegenüber, im Norden, befindet sich die Landspitze Hevden Ness. Linga kommt auf eine Höhe von etwa 69 Metern.

## Historisches
Im Rahmen der historischen Gliederung Schottlands in Civil Parishes zählt Linga zu Delting.